# 布里多克河
布里多克河（烏克蘭語：Брідок），是烏克蘭的河流，位於該國西部捷爾諾波爾州，屬於塞雷特河的支流，發源自多馬莫里奇西北面，流經捷尔诺波尔区，河道全長18公里，流域面積85平方公里。